# Comuna Tomești, Iași
Tomești este o comună în județul Iași, Moldova, România, formată din satele Chicerea, Goruni, Tomești (reședința) și Vlădiceni.

## Așezare
Comuna se află în estul județului, la est de municipiul Iași, pe malul drept al Bahluiului și al râului Jijia, în zona confluenței celor două râuri, pe pantele nordice ale Podișului Central Moldovenesc. Este străbătută de șoseaua națională DN28, care leagă Iașiul de punctul de trecere a frontierei cu Republica Moldova de la Albița. La Tomești, acest drum se intersectează cu șoseaua județeană DJ248D și din el se ramifică șoseaua județeană DJ249E. DJ248D duce spre nord la Holboca și spre sud-vest la Bârnova (unde se termină în DN24). DJ249E duce spre est la Țuțora.

## Demografie
Componența etnică a comunei Tomești
     Români (84,78%)
     Alte etnii (0,15%)
     Necunoscută (15,07%)
Componența confesională a comunei Tomești
     Ortodocși (80,94%)
     Romano-catolici (1,64%)
     Alte religii (1,43%)
     Necunoscută (15,99%)
Conform recensământului efectuat în 2021, populația comunei Tomești se ridică la 12.169 de locuitori, în creștere față de recensământul anterior din 2011, când fuseseră înregistrați 11.051 de locuitori. Majoritatea locuitorilor sunt români (84,78%), iar pentru 15,07% nu se cunoaște apartenența etnică. Din punct de vedere confesional, majoritatea locuitorilor sunt ortodocși (80,94%), cu o minoritate de romano-catolici (1,64%), iar pentru 15,99% nu se cunoaște apartenența confesională.

## Politică și administrație
Comuna Tomești este administrată de un primar și un consiliu local compus din 17 consilieri. Primarul, Ștefan Timofte[*], de la Partidul Național Liberal, este în funcție din 2004. Începând cu alegerile locale din 2024, consiliul local are următoarea componență pe partide politice:
|  | Partid                          | Consilieri | Componența Consiliului | Componența Consiliului | Componența Consiliului | Componența Consiliului | Componența Consiliului | Componența Consiliului | Componența Consiliului | Componența Consiliului | Componența Consiliului | Componența Consiliului |
|  | ------------------------------- | ---------- | ---------------------- | ---------------------- | ---------------------- | ---------------------- | ---------------------- | ---------------------- | ---------------------- | ---------------------- | ---------------------- | ---------------------- |
|  | Partidul Național Liberal       | 10         |                        |                        |                        |                        |                        |                        |                        |                        |                        |                        |
|  | Partidul Social Democrat        | 2          |                        |                        |                        |                        |                        |                        |                        |                        |                        |                        |
|  | Uniunea Salvați România         | 2          |                        |                        |                        |                        |                        |                        |                        |                        |                        |                        |
|  | Alianța pentru Unirea Românilor | 2          |                        |                        |                        |                        |                        |                        |                        |                        |                        |                        |
|  | Craus Ionel                     | 1          |                        |                        |                        |                        |                        |                        |                        |                        |                        |                        |

## Istoric
Cu ocazia săpăturilor efectuate la turnarea fundației unui pod în punctul “Costică Baran”, în anul 1971, s-au descoperit urme materiale datate din Neolitic. Ele au fost recoltate și analizate de arheologul C. Chirica, de la Institutul de Arheologie, și specificate în “Repertoarul arheologic al județului Iași” – volumul al II-lea. Acestea demonstrează faptul că teritoriul comunei a fost locuit din timpuri străvechi.
Din punct de vedere diplomatic, primul document găsit și datat 1485 este emis de Cancelaria domnească de la Suceava, în timpul domnitorului Ștefan cel Mare. În document se arată că domnitorul întărește cu pecetea sa “moșia Tomești” lui Toma, nepotul lui Oană Stângaciul, considerându-l “supus credincios”, pentru el și urmașii lui, in vecii vecilor.
Ulterior, localitatea Tomești apare menționată în cronici ce datează din anii 1492 și 1497, când același domnitor face câteva acte de donație și împroprietărire pentru unii dintre supușii lui, de altfel boieri renumiți prin curaj, spirit de sacrificiu și înaltă ținută morală.
În anul 1615, în timpul domniei lui Ștefan Tomșa al II-lea, localitatea Tomești apare din nou menționată în documentele istorice, pentru ca mai târziu, în vremea domniei lui Vasile Lupu, să se stabilească hotarele acestei așezări.
În anul 1875, poetul Mihai Eminescu, pe atunci revizor școlar, într-un raport către Prefectul de Iași, amintește de primarul din Tomești în legătură cu o problemă de învățământ. La acea dată, Tomeștiul era deja un cvasicentru administrativ pentru patru sate: Tomești, Goruni, Vlădiceni și Chicerea.
La sfârșitul secolului al XIX-lea, comuna făcea parte din plasa Codrul a județului Iași și era formată din satele Tomești, Goruni, Chicerea și Osoi, având în total 2767 de locuitori. Existau în comună trei biserici și două școli. Anuarul Socec din 1925 consemnează comuna în aceeași plasă, având aceeași alcătuire, plus satul Principele Carol, populația totală fiind de 3830 de locuitori.
În 1950, a fost arondată orașului regional Iași, reședința regiunii Iași. În 1968, a devenit comună suburbană a Iașiului, având alcătuirea actuală. În 1989, s-a renunțat la conceptul de comună suburbană, comuna fiind subordonată direct județului Iași.

## Monumente istorice
Două obiective din comuna Tomești sunt incluse în lista monumentelor istorice din județul Iași ca monumente de interes local, ambele fiind clasificate ca situri arheologice: situl de la „schitul Vlădiceni” cuprinde urme de așezări din Epoca Bronzului, perioada Halstatt, perioada Latène, secolul al IV-lea e.n. (epoca daco-romană), secolele al IX-lea–al X-lea, al X-lea–al XI-lea, al XIII-lea–al XIV-lea și al XIV-lea–al XV-lea; situl de pe „dealul Doamnei”, aflat pe coasta de nord-nord-est, la 2,5 km de Tomești, conține așezări din eneolitic, Epoca Bronzului Târziu (cultura Noua), secolele al VIII-lea–al X-lea, secolele al X-lea–al XI-lea, secolele al XIII-lea–al XIV-lea, și secolele al XIV-lea–al XV-lea. La intrarea în cadrul cartierului este amplasata statuia lui Ștefan cel Mare care dateaza din anul 1988, cartierul de blocuri purtând numele marelui domnitor.

## Stema
Stema comunei Tomești este formată dintr-un scut scartelat. Cartierele unu și patru au fundal verde și conțin câte o cruce de argint cu brațe egale. Acestea sunt legate de Poiana Vlădicăi (satul Vlădiceni), unde, în 1415, alături de vlădica (episcop) Iosif I, Alexandru cel Bun a întâmpinat moaștele Sf. Ioan cel Nou de la Suceava. Cartierele doi și trei au fundal de argint și conțin o frunză verde de gorun, care fac referire la satul Goruni, parte a comunei. Modul dublat de așezare al elementelor pe stemă face referire la numele comunei, provenit de la întemeietorul acesteia, Toma (în limba greacă însemnând "geamăn"). De asemenea, scutul este timbrat de o coroană murală de argint, cu un singur turn.